# Cserkút, Baranya
Cserkút este un sat în districtul Pécs, județul Baranya, Ungaria, având o populație de 569 de locuitori (2011). 

## Demografie
Componența etnică a satului Cserkút
     Maghiari (96,69%)
     Germani (2,53%)
     Necunoscut (0,78%)
     Alții (0,78%)
Componența confesională a satului Cserkút
     Fără religie (32,86%)
     Reformați (4,04%)
     Luterani (1,76%)
     Atei (1,58%)
     Necunoscută (59,75%)
     Alte religii (2,28%)
Conform recensământului din 2011, satul Cserkút avea 569 de locuitori. Din punct de vedere etnic, majoritatea locuitorilor (96,69%) erau maghiari, cu o minoritate de germani (2,53%). Apartenența etnică nu este cunoscută în cazul a 0,78% din locuitori. Nu există o religie majoritară, locuitorii fiind persoane fără religie (32,86%), reformați (4,04%), luterani (1,76%) și atei (1,58%). Pentru 59,75% din locuitori nu este cunoscută apartenența confesională.